# Сан-Бабила (станция метро, линия 4)
Сан-Бабилa — станция метрополитена города Милан, линия 4.

## Описание
Расположена под площадью Сан-Бабила, рядом с одноимённой станцией линии 1. Образует пересадку на линию 1.

## История
Станция открыта вторым участком, 1,7 км, линии 4 с востока, от конечной Линате Аэропорто (станция метро).

## Пуск
Открыта 4 июля 2023 года, в составе второго участка линии 4, две станции, 1,7 км. Переняв титул конечной (4 июля 2023 — 12 октября 2024), от ранее конечной Датео (станция метро) (26 ноября 2022 года — 4 июля 2023).  12 октября 2024 титул конечной передан Сан-Христофоро.